# Міляєва Валерія Робертівна
Міляєва Валерія Робертівна (нар. 30 квітня 1968 року, м. Київ, Україна) — українська вчена-психолог, доктор психологічних наук, професор Київського університету імені Бориса Грінченка.

## Біографія
У 1989 закінчила навчання на педагогічному факультеті Київського державного педагогічного інституту імені М. Горького.
У 1998 захистила кандидатську дисертацію за спеціальністю 19.00.07 — педагогічна та вікова психологія.
У 2012 закінчила навчання в докторантурі Національного педагогічного університету імені М. П. Драгоманова, захистивши дисертацію «Психологічні основи розвитку фахової компетентності державних службовців у системі підвищення кваліфікації» (19.00.07 — педагогічна та вікова психологія).
У 1994—1999 викладач кафедри вікової психології Іркутського державного педагогічного університету (м. Іркутськ, Росія)
З 1999 доцент кафедри психології та педагогіки Академії муніципального управління (м. Київ, Україна).
У 2002—2003 керівник відділу міжнародних зв'язків Академії муніципального управління (м. Київ, Україна).
У 2004—2008 завідувач кафедри психології та педагогіки Академії муніципального управління
У 2008—2011 професор кафедри управління навчальним закладом Інституту суспільства Київського університету імені Бориса Грінченка.
У 2012—2017 завідувач науково-дослідної лабораторії культури лідерства Київського університету імені Бориса Грінченка.
У 2017—2018 завідувач кафедри управління Факультету інформаційних технологій і управління Київського університету імені Бориса Грінченка.
У 2017—2019 роках запрошена викладачка Тернопільської бізнес-школи.
З 2018 професор кафедри управління Факультету інформаційних технологій і управління Київського університету імені Бориса Грінченка.

## Відзнаки
- Почесні Грамоти Київського міського Голови (2002, 2007, 2011, 2015).

- Почесна Грамота від Міністерства освіти і науки України «За вагомий особистий внесок у розбудову вищої освіти України» (2006 р.).[3]